# ماریا رم
ماریا رُم (آلمانی: Maria Rohm؛ ‏ ۱۳ اوت ۱۹۴۵ – ۱۸ ژوئن ۲۰۱۸) بازیگر و تهیه‌کننده فیلم اهل اتریش بود.
از فیلم‌هایی که در آن نقش داشته می‌توان به دو ساد ۷۰، آوای وحش، دوریان گری، کنت دراکولا، سپس هیچ‌کدام باقی نماندند، زیبای سیاه، جزیره گنج، ونوس در پوست خز، ۹۹ زن، قاضی خونخوار، تبار فو مانچو، انتقام فو مانچو و حوا اشاره کرد.